# Storlandet, Houtskär
Storlandet är en ö i Pargas kommun i Finland.  Det är den största ön i ögruppen Jungfruskär som ligger utomskärs i Skärgårdshavet. Den ligger i kommunen Pargas i landskapet Egentliga Finland, i den sydvästra delen av landet, 210 km väster om huvudstaden Helsingfors. Arean är 1,3 kvadratkilometer.
Terrängen på Storlandet är mycket platt. Öns högsta punkt är 17 meter över havet. Den sträcker sig 1,8 kilometer i nord-sydlig riktning, och 1,2 kilometer i öst-västlig riktning.
Klimatet i området är tempererat. Årsmedeltemperaturen i trakten är 7 °C. Den varmaste månaden är augusti, då medeltemperaturen är 16 °C, och den kallaste är februari, med 0 °C.